# Tragedia ai Tropici
Tragedia ai Tropici è un film drammatico diretto da Ray Enright nel 1941.
Si pensa che il film sia basato sul romanzo Oil for the Lamps of China di Alice Tisdale Hobart, ma ciò non è mai stato confermato.
Le riprese sono state fatte tutte all'interno degli studi della Warner Brothers in California.

## Trama
Il film racconta la storia di una cantante ricercata dalle forze dell'ordine che sposa un agricoltore sudamericano. La vita tranquilla e felice della coppia si interrompe quando un agente di polizia arresta la donna. Il marito la segue, intenzionato a dimostrare la sua innocenza.

## Distribuzione
Il film venne distribuito in varie nazioni in diversi periodi:
- USA 4 ottobre 1941
- Finlandia 1º agosto 1943
- Svezia 23 agosto 1943
- Portogallo 12 aprile 1945
- Turchia 1948
- Germania Ovest 25 luglio 1964
- Argentina